# Erupa nampa
Erupa nampa is een vlinder uit de familie van de grasmotten (Crambidae). De wetenschappelijke naam van de soort is voor het eerst gepubliceerd in 1929 door William Schaus.
De soort komt voor in Brazilië.